# Lenka Šmídová
Lenka Šmídová, född den 26 mars 1975 i Havlíčkův Brod i Tjeckien, är en tjeckisk seglare.
Hon tog OS-silver i europajolle i samband med de olympiska seglingstävlingarna 2004 i Aten.